# Efekt manipulace s výsledky vyhledávání
Efekt manipulace s výsledky vyhledávání (anglicky Search engine manipulation effect) označuje změnu v chování a preferencích uživatelů internetových vyhledávačů způsobenou manipulací výsledků vyhledávání.
Efekt manipulace s výsledky vyhledávání je jeden z vůbec nejzásadnějších behaviorálních efektů, které byly kdy objeveny. Nejzřetelněji je jeho vliv vidět na volebních výsledcích. Podle studie z roku 2015 by mohla manipulace s výsledky vyhledávání ovlivnit až 20 procent nerozhodnutých voličů a v některých demografických prostředích dokonce až o 80 procent.

## Experimenty
K ověření teze bylo uskutečněno celkem pět experimentů ve dvou zemích a za účasti více než 4500 respondentů. Pokusy byly randomizovány (subjekty byly náhodně zařazeny do skupin), kontrolovány (včetně skupin s intervencemi a bez nich), vyvažovány (kritické údaje, jako jsou jména, byly předány polovině účastníků v jednom pořadí a polovině v opačném pořadí) a dvojitě zaslepené (ani subjekty, ani nikdo, kdo s nimi interagoval, neznal hypotézy nebo skupinové úkoly). Výsledky byly replikovány čtyřikrát.

### Spojené státy americké
Při experimentech prováděných ve Spojených státech vzrostl podíl lidí, kteří upřednostňovali toho kterého kandidáta mezi 37 až 63 % po jediném vyhledávání.
Ovlivnit jednání lidí ale mohou kromě vyhledávače i sociální sítě. Ve dnech voleb v roce 2010 společnost Facebook vyslala upomínku více než 60 milionům uživatelů. Připomínka způsobila, že kolem 340 000 lidí hlasovalo ve volbách, ačkoli to původně neměli v plánu. V rámci jiného experimentu společnosti Facebooku z roku 2014 se po dobu jednoho týdne odesílaly 689 000 uživatelům Facebooku zprávy, které obsahovaly buď většinu pozitivních výrazů, většinu negativních výrazů, a nebo výrazů neutrálních. První skupina lidí pak užívali pak v rámci komunikace víc pozitivních výrazů, druhá skupina pak spíš výrazy negativní. Oba experimenty byly provedeny bez vědomí nebo souhlasu účastníků.

### Indie
Do druhého experimentu bylo zahrnuto 2 000 způsobilých, nerozhodnutých voličů po celé Indii během voleb do dolní komora parlamentu v roce 2014. Občané byli jednak seznámeni s kandidáty a také vystaveni politické kampani. Pořadí výsledků ve vyhledávání by v tomto případě posílilo pozici některých kandidátů o více než 20 procent a o více než 60 procent v některých demografických skupinách.

### Velká Británie
Experiment ve Velké Británii byl proveden s téměř 4 000 účastníky těsně před národními volbami v roce 2015 a zkoumal způsoby, jak zabránit manipulaci. Randomizace pořadí nebo výstrahy označující zkreslení měly na vnímání zkreslení respondenty potlačující účinky.

## Antimonopolní soudní spor
Evropské regulační orgány obvinily společnost Google z manipulace s výsledky svého vyhledávače tak, aby upřednostňoval služby společnosti Google i přesto, že by se konkurenční služby zařadily výš. Do srpna 2015 nebyla stížnost vyřešena, a tak společnost čelila možné pokutě ve výši 6 miliard dolarů a přísnější regulaci, která by mohla omezit její konkurenceschopnost v Evropě. V listopadu 2014 hlasoval Evropský parlament poměrem 384 ku 174 pro  symbolický návrh na rozdělení vyhledávacího giganta na dvě části - jeho vyhledávač a vše ostatní.